# Bill Zebub
Bill Zebub (New Jersey, 2 febbraio 1982) è un regista, sceneggiatore, produttore cinematografico e attore statunitense.

## Biografia
Noto anche per essere il fondatore della rivista The Grimoire of Exalted Deeds, una rivista di musica heavy metal e di film indipendenti.
I suoi film sono soprattutto di genere horror e commedia horror, spesso a basso budget.

## Filmografia
- Dirtbags (2002, regista, sceneggiatore, produttore e attore)
- Jesus Christ: Serial Rapist (2004, regista, produttore e attore)
- Skits-O-Phrenia (2004, regista, sceneggiatore e attore)
- Kill the Scream Queen (2004, regista, sceneggiatore, produttore e attore)
- The Worst Horror Movie Ever Made (2005, regista, sceneggiatore, produttore e attore)
- Stereotypes Don't Just Disappear Into Thin Air (2005, regista, sceneggiatore e attore)
- The Crucifier (2005, regista, sceneggiatore, produttore e attore)
- Bad Acid (2005, regista, sceneggiatore, produttore e attore)
- Assmonster: The Making of a Horror Movie (2006, regista, sceneggiatore, produttore e attore)
- Rape Is a Circle (2006, regista, sceneggiatore e produttore)
- Dolla Morte (2006, regista, sceneggiatore, produttore e attore)
- Black Metal: A Documentary (2007, regista e sceneggiatore)
- The Worst Horror Movie Ever Made: The Re-Make (2008, regista, produttore e attore)
- Metalheads: The Good, the Bad, and the Evil (2008, regista, produttore e attore)
- Dirtbags: Evil Never Felt So Good (2009, regista, sceneggiatore, produttore e attore)
- Metal Retardation (2009, regista, sceneggiatore)
- Breaking Her Will (2009, regista, sceneggiatore e attore)
- Death Metal: Are We Watching You Die? (2010, regista, sceneggiatore e produttore)
- Night of the Pumpkin (2010, regista, sceneggiatore e produttore)
- Forgive Me for Raping You (2010, regista, sceneggiatore)
- Zombiechrist (2010, regista, sceneggiatore, produttore e attore)